# Prima Ligă Profesionistă de Fotbal
Prima Ligă Profesionistă de Fotbal  (bulgară Първа професионална футболна лига) este cea mai importantă competiție fotbalistică din Bulgaria. Campionatul a fost fondat în anul 1924 și este administrat de federația locală de fotbal.

## Clasamentul UEFA
Coeficientul UEFA pe 2020
- 26  (26)  Prima Ligă Azeră
- 27  (28)  A PFG
- 28  (25)  Ekstraklasa
- 29  (29)  Liga I
- 30  (30)  Superliga Slovaciei
- 31  (32)  Liechtenstein

## Echipele sezonului 2023-2024
| Echipa                 | Localizare   | Stadion                          | Capacitate ( locuri pe scaune ) |
| ---------------------- | ------------ | -------------------------------- | ------------------------------- |
| Beroe                  | Stara Zagora | Beroe                            | 12.128                          |
| Botev                  | Plovdiv      | Botev 1912 Football Complex      | 4.000                           |
| Cherno More            | Varna        | Ticha                            | 8.250                           |
| CSKA                   | Sofia        | Bălgarska Armia                  | 18.495                          |
| FK Arda 1924 Kardzhali | Kărdjali     | Arena Arda                       | 15.000                          |
| Botev Vratsa           | Vrața        | Ivaylo                           | 25.000                          |
| Levski                 | Sofia        | Vivacom Arena - Georgi Asparuhov | 25.000                          |
| Lokomotiv              | Plovdiv      | Lokomotiv                        | 13.000                          |
| Ludogoreț              | Razgrad      | Ludogoreț Arena                  | 8.808                           |
| Pirin                  | Blagoevgrad  | Hristo Botev                     | 7.000                           |
| Septemvri              | Sofia        | Vasil Levski National Stadium    | 43.230                          |
| Slavia                 | Sofia        | Stadionul Național Vasil Levski  | 43.230                          |
| Vereya                 | Stara Zagora | Trace Arena                      | 3.500                           |
| Vitoșa                 | Bistrița     | Bistritsa                        | 2.000                           |

## Campioane

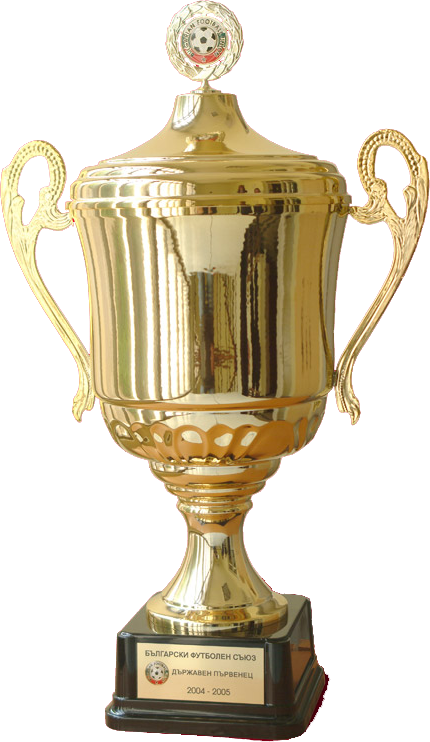
Trofeul A PFG

| - 1924 — campionat anulat - 1925 — Vladislav Varna - 1926 — Vladislav Varna - 1927 — campionat anulat - 1928 — Slavia Sofia - 1929 — Botev Plovdiv - 1930 — Slavia Sofia - 1931 — AS-23 - 1932 — Shipchenski Sokol - 1933 — Levski Sofia - 1934 — Vladislav Varna - 1935 — Sportklub Sofia - 1936 — Slavia Sofia - 1937 — Levski Sofia - 1938 — Ticha Varna - 1939 — Slavia Sofia - 1940 — ZHSK Sofia - 1941 — Slavia Sofia - 1942 — Levski Sofia - 1943 — Slavia Sofia - 1944 — campionat anulat - 1945 — Lokomotiv Sofia - 1946 — Levski Sofia - 1947 — Levski Sofia - 1948 — Septemvri pri CDV - 1949 — Levski Sofia - 1950 — Levski Sofia - 1951 — Ț.D.N.V. - 1952 — Ț.D.N.V. - 1953 — Levski Sofia - 1954 — ȚDNA - 1955 — ȚDNA - 1956 — ȚDNA - 1957 — ȚDNA | - 1958 — ȚDNA - 1959 — ȚDNA - 1960 — ȚDNA - 1961 — ȚDNA - 1962 — ȚDNA - 1963 — Spartak Plovdiv - 1964 — Lokomotiv Sofia - 1965 — Levski Sofia - 1966 — ȚSKA "Cherveno zname" - 1967 — Botev Plovdiv - 1968 — Levski Sofia - 1969 — ȚSKA "Septemvriysko zname" - 1970 — Levski-Spartak - 1971 — ȚSKA "Septemvriysko zname" - 1972 — ȚSKA "Septemvriysko zname" - 1973 — ȚSKA "Septemvriysko zname" - 1974 — Levski-Spartak - 1975 — ȚSKA "Septemvriysko zname" - 1976 — ȚSKA "Septemvriysko zname" - 1977 — Levski-Spartak - 1978 — Lokomotiv Sofia - 1979 — Levski-Spartak - 1980 — ȚSKA "Septemvriysko zname" - 1981 — ȚSKA "Septemvriysko zname" - 1982 — ȚSKA "Septemvriysko zname" - 1983 — ȚSKA "Septemvriysko zname" - 1984 — Levski-Spartak - 1985 — Levski-Spartak - 1986 — Beroe Stara Zagora - 1987 — ȚSKA "Sredets" - 1988 — Vitosha - 1989 — ȚSKA "Sredets" - 1990 — ȚSKA Sofia - 1991 — Etar Veliko Tarnovo | - 1992 — ȚSKA Sofia - 1993 — Levski Sofia - 1994 — Levski Sofia - 1995 — Levski Sofia - 1996 — Slavia Sofia - 1997 — ȚSKA Sofia - 1998 — Litex Loveci - 1999 — Litex Loveci - 2000 — Levski Sofia - 2001 — Levski Sofia - 2002 — Levski Sofia - 2003 — ȚSKA Sofia - 2004 — Lokomotiv Plovdiv - 2005 — ȚSKA Sofia - 2006 — Levski Sofia - 2007 — Levski Sofia - 2008 — ȚSKA Sofia - 2009 — Levski Sofia - 2010 — Litex Loveci - 2011 — Litex Loveci - 2012 — Ludogoreț Razgrad - 2013 — Ludogoreț Razgrad - 2014 — Ludogoreț Razgrad - 2015 — Ludogoreț Razgrad - 2016 — Ludogoreț Razgrad - 2017 — Ludogoreț Razgrad - 2018 — Ludogoreț Razgrad - 2019 — Ludogoreț Razgrad - 2020 — Ludogoreț Razgrad - 2021 — Ludogoreț Razgrad - 2022 — Ludogoreț Razgrad - 2023 — Ludogoreț Razgrad - 2024 — Ludogoreț Razgrad |

## Număr de titluri câștigate
| Club              | Titluri | Sezoane câștigătoare |
| ----------------- | ------- | --- |
| CSKA Sofia        | 31      | 1948, 1951, 1952, 1954, 1955, 1956, 1957, 1958, 1958–59, 1959–60, 1960–61, 1961–62, 1965–66, 1968–69, 1970–71, 1971–72, 1972–73, 1974–75, 1975–76, 1979–80, 1980–81, 1981–82, 1982–83, 1986–87, 1988–89, 1989–90, 1991–92, 1996–97, 2002–03, 2004–05, 2007–08 |
| Levski Sofia      | 26      | 1933, 1937, 1942, 1946, 1947, 1948–49, 1950, 1953, 1964–65, 1967–68, 1969–70, 1973–74, 1976–77, 1978–79, 1983–84, 1984–85, 1987–88, 1992–93, 1993–94, 1994–95, 1999–2000, 2000–01, 2001–02, 2005–06, 2006–07, 2008–09                                         |
| Ludogorets        | 14      | 2011–12, 2012–13, 2013–14, 2014–15, 2015–16, 2016–17, 2017–18, 2018–19, 2019–20, 2020–21, 2021–22, 2022–23, 2023–24, 2024-25 |
| Slavia Sofia      | 7       | 1928, 1930, 1936, 1938–39, 1941, 1943, 1995–96 |
| Litex Lovech      | 4       | 1997–98, 1998–99, 2009–10, 2010–11 |
| Lokomotiv Sofia   | 3       | 1945, 1963–64, 1977–78 |
| Vladislav         | 3       | 1925, 1926, 1934 |
| Botev Plovdiv     | 2       | 1929, 1966–67 |
| AS-23             | 1       | 1931 |
| Beroe             | 1       | 1985–86 |
| Etar              | 1       | 1990–91 |
| Lokomotiv Plovdiv | 1       | 2003–04 |
| Shipchenski sokol | 1       | 1932 |
| Spartak Plovdiv   | 1       | 1962–63 |
| Sportklub Sofia   | 1       | 1935 |
| Ticha             | 1       | 1937–38 |
| ZhSK Sofia        | 1       | 1939–40 |

Note:
- Titlurile CSKA Sofia le includ pe cele câștigate ca Septemvri pri CDNV, CDNA și CFKA Sredets.
- Titlurile Levski Sofia includ cele câștigate ca „Levski-Spartak” și „Vitosha”, precum și titlul re-premiat din 1984–85.
- Totalul Botev Plovdiv nu cuprinde titlul 1984–85 acordat inițial lui „Trakia”.

## Orașe
| Oraș           | Titluri | Cluburile                                                                                                 |
| -------------- | ------- | --- |
| Sofia          | 70      | ȚSKA Sofia (31), Levski Sofia (26), Slavia Sofia (7), Lokomotiv Sofia (4), AS-23 (1), Sportclub Sofia (1) |
| Razgrad        | 14      | PFK Ludogoreț Razgrad (14)                                                                                |
| Varna          | 5       | Cerno More Varna (4), Spartak Varna (1)                                                                   |
| Plovdiv        | 4       | Botev Plovdiv (2), Lokomotiv Plovdiv (1), Spartak Plovdiv (1)                                             |
| Loveci         | 2       | Litex Loveci (2)                                                                                          |
| Stara Zagora   | 1       | Beroe Stara Zagora (1)                                                                                    |
| Veliko Tarnovo | 1       | Etar Veliko Târnovo                                                                                       |

## Golgheteri
| Sezon   | Jucător (Club)                                                                | Nat.      | Goluri |
| ------- | ----------------------------------------------------------------------------- | --------- | ------ |
| 1937–38 | Krum Milev (Slavia Sofia)                                                     | BUL       | 12     |
| 1938–39 | Georgi Pachedzhiev (AS 23 Sofia)                                              | BUL       | 14     |
| 1939–40 | Yanko Stoyanov (Levski Sofia) Dimitar Nikolaev (FC 13 Sofia)                  | BUL · BUL | 14     |
| 1948–49 | Dimitar Milanov (CSKA Sofia) Nedko Nedev (Cherno More Varna)                  | BUL · BUL | 11     |
| 1950    | Lyubomir Hranov (Levski Sofia)                                                | BUL       | 13     |
| 1951    | Dimitar Milanov (2) (CSKA Sofia)                                              | BUL       | 14     |
| 1952    | Dimitar Isakov (Slavia Sofia) Dobromir Tashkov (Spartak Sofia)                | BUL · BUL | 10     |
| 1953    | Dimitar Minchev (Spartak Pleven and VVS Sofia)                                | BUL       | 15     |
| 1954    | Dobromir Tashkov (2) (Slavia Sofia)                                           | BUL       | 25     |
| 1955    | Todor Diev (Spartak Plovdiv)                                                  | BUL       | 13     |
| 1956    | Pavel Vladimirov (Minyor Pernik)                                              | BUL       | 16     |
| 1957    | Hristo Iliev (Levski Sofia) Dimitar Milanov (3) (CSKA Sofia)                  | BUL · BUL | 14     |
| 1958    | Dobromir Tashkov (3) (Slavia Sofia) Georgi Arnaudov (Spartak Varna)           | BUL · BUL | 9      |
| 1958–59 | Aleksandar Vasilev (Slavia Sofia)                                             | BUL       | 13     |
| 1959–60 | Dimitar Yordanov (Levski Sofia) Lyuben Kostov (Spartak Varna)                 | BUL · BUL | 12     |
| 1960–61 | Ivan Sotirov (Botev Plovdiv)                                                  | BUL       | 20     |
| 1961–62 | Nikola Yordanov (Dunav Ruse)                                                  | BUL       | 23     |
| 1962–63 | Todor Diev (2) (Spartak Plovdiv)                                              | BUL       | 26     |
| 1963–64 | Nikola Tsanev (CSKA Sofia)                                                    | BUL       | 26     |
| 1964–65 | Georgi Asparuhov (Levski Sofia)                                               | BUL       | 27     |
| 1965–66 | Traycho Spasov (Marek Dupnitsa)                                               | BUL       | 21     |
| 1966–67 | Petar Zhekov (Beroe Stara Zagora)                                             | BUL       | 21     |
| 1967–68 | Petar Zhekov (2) (Beroe Stara Zagora)                                         | BUL       | 31     |
| 1968–69 | Petar Zhekov (3) (CSKA Sofia)                                                 | BUL       | 36     |
| 1969–70 | Petar Zhekov (4) (CSKA Sofia)                                                 | BUL       | 31     |
| 1970–71 | Dimitar Yakimov (CSKA Sofia)                                                  | BUL       | 26     |
| 1971–72 | Petar Zhekov (5) (CSKA Sofia)                                                 | BUL       | 27     |
| 1972–73 | Petar Zhekov (6) (CSKA Sofia)                                                 | BUL       | 29     |
| 1973–74 | Petko Petkov (Beroe Stara Zagora)                                             | BUL       | 20     |
| 1974–75 | Ivan Pritargov (Botev Plovdiv)                                                | BUL       | 20     |
| 1975–76 | Petko Petkov (2) (Beroe Stara Zagora)                                         | BUL       | 19     |
| 1976–77 | Pavel Panov (Levski Sofia)                                                    | BUL       | 20     |
| 1977–78 | Stoycho Mladenov (Beroe Stara Zagora)                                         | BUL       | 21     |
| 1978–79 | Rusi Gochev (Chernomorets Burgas and Levski Sofia)                            | BUL       | 19     |
| 1979–80 | Spas Dzhevizov (CSKA Sofia)                                                   | BUL       | 23     |
| 1980–81 | Georgi Slavkov (Botev Plovdiv)                                                | BUL       | 31     |
| 1981–82 | Mihail Valchev (Levski Sofia)                                                 | BUL       | 24     |
| 1982–83 | Antim Pehlivanov (Botev Plovdiv)                                              | BUL       | 20     |
| 1983–84 | Eduard Eranosyan (Lokomotiv Plovdiv)                                          | BUL       | 19     |
| 1984–85 | Plamen Getov (Spartak Pleven)                                                 | BUL       | 26     |
| 1985–86 | Atanas Pashev (Botev Plovdiv)                                                 | BUL       | 30     |
| 1986–87 | Nasko Sirakov (Levski Sofia)                                                  | BUL       | 36     |
| 1987–88 | Nasko Sirakov (2) (Levski Sofia)                                              | BUL       | 28     |
| 1988–89 | Hristo Stoichkov (CSKA Sofia)                                                 | BUL       | 23     |
| 1989–90 | Hristo Stoichkov (2) (CSKA Sofia)                                             | BUL       | 38     |
| 1990–91 | Ivaylo Yordanov (Lokomotiv Gorna Oryahovitsa)                                 | BUL       | 21     |
| 1991–92 | Nasko Sirakov (3) (Levski Sofia)                                              | BUL       | 26     |
| 1992–93 | Plamen Getov (2) (Levski Sofia)                                               | BUL       | 26     |
| 1993–94 | Nasko Sirakov (4) (Levski Sofia)                                              | BUL       | 30     |
| 1994–95 | Petar Mihtarski (CSKA Sofia)                                                  | BUL       | 24     |
| 1995–96 | Ivo Georgiev (Spartak Varna)                                                  | BUL       | 21     |
| 1996–97 | Todor Pramatarov (Slavia Sofia)                                               | BUL       | 26     |
| 1997–98 | Anton Spasov (Naftex Burgas) Boncho Genchev (CSKA Sofia)                      | BUL · BUL | 17     |
| 1998–99 | Dimcho Belyakov (Litex Lovech)                                                | BUL       | 21     |
| 1999–00 | Mihail Mihaylov (Velbazhd Kyustendil)                                         | BUL       | 20     |
| 2000–01 | Georgi Ivanov (Levski Sofia)                                                  | BUL       | 22     |
| 2001–02 | Vladimir Manchev (CSKA Sofia)                                                 | BUL       | 21     |
| 2002–03 | Georgi Chilikov (Levski Sofia)                                                | BUL       | 23     |
| 2003–04 | Martin Kamburov (Lokomotiv Plovdiv)                                           | BUL       | 25     |
| 2004–05 | Martin Kamburov (2) (Lokomotiv Plovdiv)                                       | BUL       | 27     |
| 2005–06 | Milivoje Novaković (Litex Lovech) José Emílio Furtado (Vihren and CSKA Sofia) | SVN · CPV | 16     |
| 2006–07 | Tsvetan Genkov (Lokomotiv Sofia)                                              | BUL       | 27     |
| 2007–08 | Georgi Hristov (Botev Plovdiv)                                                | BUL       | 19     |
| 2008–09 | Martin Kamburov (3) (Lokomotiv Sofia)                                         | BUL       | 17     |
| 2009–10 | Wilfried Niflore (Litex Lovech)                                               | FRA       | 19     |
| 2010–11 | Garra Dembélé (Levski Sofia)                                                  | MLI       | 26     |
| 2011–12 | Ivan Stoyanov (Ludogorets Razgrad) Júnior Moraes (CSKA Sofia)                 | BUL · BRA | 16     |
| 2012–13 | Basile de Carvalho (Levski Sofia)                                             | GNB       | 19     |
| 2013–14 | Wilmar Jordán (Litex Lovech) Martin Kamburov (4) (Lokomotiv Plovdiv)          | COL · BUL | 20     |
| 2014–15 | Añete (Levski Sofia)                                                          | ESP       | 14     |
| 2015–16 | Martin Kamburov (5) (Lokomotiv Plovdiv)                                       | BUL       | 18     |
| 2016–17 | Claudiu Keșerü (Ludogorets Razgrad)                                           | ROM       | 22     |
| 2017–18 | Claudiu Keșerü (2) (Ludogorets Razgrad)                                       | ROM       | 26     |
| 2018–19 | Stanislav Kostov (Levski Sofia)                                               | BUL       | 23     |
| 2019–20 | Martin Kamburov (6) (Beroe)                                                   | BUL       | 18     |
| 2020–21 | Claudiu Keșerü (3) (Ludogorets Razgrad)                                       | ROM       | 18     |
| 2021–22 | Pieros Sotiriou (Ludogorets Razgrad)                                          | CYP       | 17     |
| 2022–23 | Ivaylo Chochev (CSKA 1948 Sofia)                                              | BUL       | 21     |
| 2023–24 | Aleksandar Kolev (Krumovgrad)                                                 | BUL       | 15     |

## Legături externe
- Official website Arhivat în 1 august 2016, la Wayback Machine.
- League at UEFA
- Bulgaria – List of Champions, RSSSF.com
- Table, at xscores.com